# Henri le Letton
Henri le Letton (latin Henricus de Lettis), ou Henri de Livonie (v. 1187-1259)  est un chroniqueur du XIIIe siècle. Sa chronique, rédigée en latin entre 1224 et 1227 à la demande de l'évêque Albert de Rīga  (Heinrici Cronicon Lyvoniae) porte sur les années de 1186 à 1226. Elle est la source essentielle de la conquête de la Livonie par les chevaliers Porte-Glaive et de la fondation de l'État teutonique.
Sa vie est connue par sa chronique. Originaire de Magdebourg, il s'installe à Rīga en 1205, devient missionnaire et interprète en live en 1206. Ordonné prêtre par Albert de Buxhoeveden en 1208, il intervient dans les négociations avec l'Ugandi et participe au siège et à la prise d'Otepää à l'automne de la même année, puis à celui de Fellin en 1211. En 1215, il participe à une expédition contre Leal puis prend part au concile du Latran en novembre. De retour en Livonie, il contribue activement à la christianisation et à la croisade qui s'achève en 1227, à part un séjour en Allemagne en 1222-1224.

## Source
- Histoire de l'Estonie et de la nation estonienne par Jean-Pierre Minaudier Publié par L'Harmattan, 2007  (ISBN 2296046738 et 9782296046733)